# Jean-Daniel Gerber
Pour les articles homonymes, voir Gerber.
Vous pouvez aider à l'améliorer ou bien discuter des problèmes sur sa page de discussion.
- Cet article biographique nécessite des références supplémentaires pour assurer sa vérifiabilité. (Marqué depuis septembre 2024)
- Certaines informations devraient être mieux reliées aux sources mentionnées dans la bibliographie ou les liens externes. Améliorez sa vérifiabilité en les associant par des références. (Marqué depuis septembre 2024)

- Archive Wikiwix
- Bing
- Cairn
- DuckDuckGo
- E. Universalis
- Gallica
- Google
- G. Books
- G. News
- G. Scholar
- Persée
- Qwant
- (zh) Baidu
- (ru) Yandex
- (wd) trouver des œuvres sur Wikidata

Jean-Daniel Gerber, né le 29 août 1946, est un économiste et haut fonctionnaire suisse.

## Biographie

### Origines et famille
Jean-Daniel Gerber naît le 29 août 1946 à Tramelan, dans le canton de Berne.
Il grandit dans un milieu bilingue (allemand et français). 
Il est marié et père de deux enfants.

### Études et parcours professionnel
Après des études d’économie à l’Université de Berne, il embrasse une carrière au service de la Confédération.  
Dans le secteur du commerce, il a représenté la Suisse auprès de l’OMC. À l’Ambassade de Suisse à Washington, il a, par la suite, pris la tête du Service de l’économie et des finances, avant de se tourner vers la coopération au développement. Il a occupé le poste de directeur exécutif et de doyen au Conseil de la Banque mondiale (1993 – 1997). 
En novembre 1997, Jean-Daniel Gerber est appelé à diriger l’Office fédéral des migrations. 
En 2004, le conseiller fédéral Joseph Deiss le nomme directeur du Secrétariat d'État à l'économie. Il dirige le service jusqu’en 2011.

### Autres activités
Il préside le conseil d’administration de SIFEM (Swiss Investment Fund for Emerging Markets) de 2011 à 2018, de Swiss Sustainable Finance (SSF) de 2015 à 2021 et de la Société suisse d'utilité publique de 2011 à 2020.
Il est membre des conseils d'administration de Lonza Group AG de 2011 à 2018 et de Crédit Suisse de 2012 à 2015.
Il préside l'association « Réintégration dans le pays d'origine », dont le but est de permettre la réinsertion professionnelle des personnes sans papiers et des requérants d'asile qui rentrent chez eux.

### Distinction
En 2008, l’Université de Berne lui a décerné le titre de Dr. h.c. Sa devise est « ut melius fiat » (en quête du meilleur).